# دفاتر السينما (مجلة)
دفاتر السينما (بالفرنسية: Cahiers du Cinéma) مجلة أفلام فرنسية أسسها أندريه بازين وجاك دونيول فالكروز وجوزيف ماري لو دوكا عام 1951. تم تطويرها من المجلة السابقة «مراجعة السينما Revue du Cinéma» التي تأسست عام 1928 وكانت تضم أعضاء من نوادي أفلام باريس (اوبجيكتيف 49 – سيني كلوب دي كورتير لاتن).
بدأ دونيول فالكروز تحرير المجلة في البداية، وبعد عام 1957، ترأس التحرير إريك رومر (المعروف أيضًا باسم موريس شيرير)، وضمت قائمة المحررين: (جاك ريفيت - جان لوك غودار - كلود شابرول - فرانسوا تروفو)، الذين أصبحوا مرموقين فيما بعد، كصناع أفلام مؤثرين. دفاتر السينما هي أقدم مجلة أفلام باللغة الفرنسية تم نشرها.
قامت المجلة بتجميع قائمة بأفضل 10 أفلام كل عام طوال فترة وجودها.

## تاريخ المجلة
ظهر العدد الأول من المجلة في أبريل 1951. كانت الأعداد الأولى من المجلة عبارة عن مجلات صغيرة مكونة من ثلاثين صفحة تحمل أغلفة صفراء بسيطة، ومميزة. احتوى كل عدد على أربع أو خمس مقالات (مع مقال واحد على الأقل للمؤسس بازين في معظم الأعداد)، معظمها كانت مراجعات لأفلام معينة أو تقدير للمخرجين، تكملها أحيانًا مقالات نظرية أطول. سيطر بازين على السنوات القليلة الأولى من إصدار المجلة.
قصد بازين أن تكون المجلة استمرارًا للشكل الفكري للنقد الذي كانت عليه المجلة السابقة «مراجعة السينما»، والذي ظهر بشكل بارز في مقالاته التي تدعو إلى الواقعية باعتبارها الجودة الأكثر قيمة للسينما، ومع نشر المزيد من أعداد المجلة، وجد بازين أن مجموعة من الشباب والنقاد الذين يعملون كمحررين تحته، بدأوا في الاختلاف معه على صفحات المجلة. كان جودار يعبر عن استيائه من بازين في وقت مبكر من عام 1952. ابتعدت أذواق هؤلاء النقاد الشباب، تدريجيًا، عن ذوق بازين، حيث بدأ أعضاء المجموعة في كتابة مقالات نقدية لعدد أكبر من صانعي الأفلام الأمريكيين مثل ألفريد هيتشكوك وهاورد هوكس بدلاً من صانعي الأفلام الفرنسيين والإيطاليين الذين اهتم بهم بازين.
أصبح العديد من المحررين الباقين في المجلة، بحلول نهاية الخمسينيات من القرن الماضي، غير راضين بشكل متزايد عن مجرد كتابة النقد السينمائي. أصبح العديد من النقاد الأصغر سناً مهتمين بصناعة الأفلام بأنفسهم.
بدأ (جودار - تروفو - شابرول - دونيول فالكروز - رومر، الذي خلف رسميًا دونيول فالكروز كرئيس تحرير في عام 1958)، يقسمون وقتهم بين صناعة الأفلام والكتابة عنها.
تولت صحيفة لوموند السيطرة الكاملة على تحرير المجلة في عام 2003، حيث عينت جان ميشيل فرودون رئيسًا لتحريرها، وفي فبراير 2009، حصل ريتشارد شلاجمان على مجلة «دفاتر السينما» من صحيفة لوموند، وفي يوليو 2009، تمت ترقية ستيفان ديلورم لمنصب رئيس التحرير، وترقية جان فيليب تيسي لمنصب نائب رئيس التحرير.
تم شراء المجلة في فبراير 2020، لصالح عدد من رواد الأعمال الفرنسيين، استقال طاقم التحرير بأكمله، قائلين إن التغيير يشكل تهديدًا لاستقلالية التحرير.

## وصلات خارجية
https://www.cahiersducinema.com/ دفاتر السينما (مجلة)
https://web.archive.org/web/20120327102838/http://alumnus.caltech.edu/~ejohnson/critics/cahiers.html دفاتر السينما (مجلة)
https://www.filmcomment.com/article/cahiers-back-in-the-day/ دفاتر السينما (مجلة)
https://www.imdb.com/list/ls003210749/ دفاتر السينما (مجلة)
https://archive.org/details/CahiersDuCinma/Cahiers%20du%20Cin%C3%A9ma/000%20sommaire%20001-300/page/n12/mode/2up دفاتر السينما (مجلة)